# Nierybno, Hạt Stargard
Nierybno [ɲeˈrɨbnɔ] là một ngôi làng thuộc khu hành chính của Gmina Ińsko, thuộc hạt Stargard, West Pomeranian Voivodeship, ở phía tây bắc Ba Lan. Nó nằm khoảng 8 kilômét (5 mi)  phía đông bắc Ińsko, 44 km (27 mi) về phía đông của Stargard và 71 km (44 mi) về phía đông của thủ đô khu vực Szczecin.
Làng có dân số 19 người.